# L'ultimo copione di John Pellam
L'ultimo copione di John Pellam (Hell's Kitchen) è un romanzo del 2001 scritto dall'autore thriller statunitense Jeffery Deaver, che chiude in questo modo il ciclo di romanzi thriller dedicati a John Pellam.

## Trama
Volendo prendersi un periodo di vacanza dal mestiere di location scout, John Pellam decide di riprendere in mano la cinepresa e ritornare all'amore della sua gioventù: la regia. Il film che intende girare è un documentario ambientato nei tetri sobborghi del famoso e - letteralmente - infernale Hell's Kitchen, il quartiere di Manhattan dove pullulano le più variegate etnie e si protraggono ogni giorno le più sanguinarie guerre tra gang rivali.
Ma la protagonista della pellicola, la vissuta Ettie Washington, ex-cantante jazz di colore e memoria storica del luogo, rimane vittima di un improvviso rogo scoppiato nel fatiscente palazzo in cui vive da cinque anni, salvandosi miracolosamente con ferite non troppo gravi. L'ispettore dei vigili del fuoco Henry Lomax, una volta domate le fiamme, va a colpo sicuro: Ettie è in qualche modo responsabile dell'incendio, dal momento che il più scontato movente dell'atto sarebbe una polizza assicurativa sulla casa appena stipulata. Pellam si mostra subito contrariato e, mentre i cancelli del carcere si chiudono alle spalle di Ettie, decide di indagare personalmente sull'accaduto e di mettersi sulle tracce del piromane, Sonny, che si renderà presto autore, come già in passato, di numerosi altri incendi.